# Fooled Around and Fell in Love
"Fooled Around and Fell in Love" es una canción escrita e interpretada por el guitarrista de blues Elvin Bishop. Fue incluida en el álbum Struttin' My Stuff, publicado en 1975, siendo publicada como sencillo al año siguiente.

## Contexto
Bishop no es la voz principal de la canción: considerando que su grave voz no haría justicia a la canción, invitó a cantarla al cantante Mickey Thomas, quien por entonces era corista de su banda. La canción alcanzó el tercer puesto en la lista de sencillos de la Billboard Hot 100 estadounidense en mayo de 1976. La canción obtuvo la calificación de disco de oro de la Asociación de la Industria Discográfica de América el 23 de junio de 1976. En Canadá, la canción alcanzó el puesto 22 en la lista de sencillos y la octava plaza en la lista de canciones contemporáneas adultas. También alcanzó el tercer puesto en la lista de sencillos de Nueva Zelanda.
A partir de su trabajo con Bishop, Thomas recibió la oferta de cantante principal deJefferson Starship. El tema aparece en películas como Queens Logic (1991), Illtown (1996), Boogie Nights (1997), Verano de Sam (1999), Un papá genial (1999), According to Spencer (2001), Los renegados del diablo (2005), La joya de la familia (2005), El Invencible (2006), Education of Charlie Banks (2007), Harold & Kumar Escape from Guantanamo Bay (2008), Stand Up Guys (2012), Lovelace (2013), Guardianes de la Galaxia (2014) y Handsome: A Netflix Mystery Movie (2017).

## Estilo
En su ensayo "Rock y Sexualidad", publicado en 1990, Simon Frith y Angela McRobbie describen la canción como una que "líricamente captura" su idea de una distinción esencial entre el "cock rock" y el "bop adolescente" .

## Créditos
- Mickey Thomas: cantante principal
- Elvin Bishop: guitarra principal
- Johnny "V" Vernazza: guitarra rítmica, coros
- Philip Aaberg: piano
- Mike Keck: órgano
- Donny Baldwin: batería, percusión
- Michael Brooks: bajo
- BIll Szymczyk: productor

## Versiones
En 1978, la Julian Laxton Band de Sudáfrica realizó una versión de la canción, alcanzando el puesto 13 en las listas locales.
En 1985, T. G. Sheppard obtuvo el puesto 21 en las listas con su versión de la canción. También realizó un videoclip que fue retrasmitido en CMT, TNN y GAC.
En 1991, Henry Lee Summer versionó el tema, incluyéndolo en su álbum Way Past Midnight, siendo incluida en la banda sonora de Queens Logic (con el solo de guitarra principal interpretado por Joe Walsh).
En 2003, Phish versionó esta canción durante una actuación en el Star Lake Amphitheatre en Burgettstown, Pensilvania.
En 2004, el músico country Mark Wills versionó el tema para el álbum tributo de rock sureño Southern Rock Country Style.
En 2006, Rod Stewart versionó esta canción para el álbum Still the Same... Great Rock Classics of Our Time.
En 2010, la banda japonesa Superfly incluyó una versión en el álbum recopilatorio Wildflower & Cover Songs: Complete Best 'Track 3'.
En 2013, The Winery Dogs interpretaron una versión de este tema en su álbum en vivo, Unleashed In Japan 2013.
En 2013, una versión modificada (cantada desde la perspectiva de la mujer) fue grabada y publicada por Kirsten Thien en su álbum Solo Live from the Meisenfrei Blues Club. 